# Irena Bihariová
Irena Bihariová (Trnava, 15 de septiembre de 1980) es una política, activista antirracista y abogada eslovaca romaní, presidenta de Eslovaquia Progresista y miembro del Consejo Nacional de la República Eslovaca.

## Trayectoria
En 2009 obtuvo una maestría en Derecho en la Universidad Comenius de Bratislava. Ejerció la abogacía. En 2009 se convirtió en presidenta de la organización Ľudia proti racismu (Gente contra el racismo), que apoya a las víctimas de delitos extremistas y en la que también proporcionó asistencia jurídica gratuita. Fue nombrada vicepresidenta del comité de lucha contra el racismo y el extremismo que opera dentro de la estructura del Ministerio del Interior. Su labor le valió un premio de derechos humanos.
Se involucró en actividades políticas dentro del partido político Eslovaquia Progresista, siendo elegida su presidenta en 2020. Se convirtió así en la primera gitana en presidir un gran partido en Eslovaquia.
En 2022, la sucedió en este puesto Michal Šimečka. En 2023, fue elegida miembro del Consejo Nacional de la República Eslovaca por Eslovaquia Progresista.